# Ritratto di Lutero e della moglie Caterina von Bora
Il Ritratto di Lutero e della moglie Katharina von Bora è un doppio dipinto a olio su tavola (37x23 cm ciascuno) della bottega di Lucas Cranach il Vecchio, siglato e datato 1529, e conservato nella Galleria degli Uffizi a Firenze.

## Storia
Cranach ebbe più occasioni di ritrarre Lutero e la moglie Katharina von Bora, in piccole tavole che diffondevano le effigi del protagonista della Riforma. I più antichi sono i due tondi dipinti a Basilea nel 1525, seguiti da altri ritratti del 1526 e del 1528 in collezioni tedesche. Si tratta di opere simili per posa e formato, ma la presa dal vero è testimoniata dal leggero invecchiamento dei protagonisti, fedelmente riportato.
Il doppio ritratto degli Uffizi si trova nelle raccolte medicee almeno dal 1666.

## Descrizione e stile
Lutero è raffigurato a mezza figura vestito completamente di nero, con un abito dal collo ampio e alto, a cui fa da completamento un cappello floscio dello stesso colore. In tale modo il volto è incorniciato e reso estremamente espressivo, vero fulcro del dittico. La moglie indossa vesti più attillate, con un cappottino foderato di pelliccia, che denota l'appartenenza alla classe agiata della borghesia.
In queste opere l'artista mostra il suo innovativo approccio al ritratto, con uno spiccato gusto per un fluido linearismo, ravvisabile nell'enfasi data alla linea di contorno grazie all'omogeneo sfondo azzurro.